# Tenisový výplet
Tenisový výplet je výplň tenisové hlavy rámu rakety. 
Výplet tvoří struny, které se dělí na přírodní a syntetické. Syntetické jsou členěny na měkké (pletené, někdy také pruzné) a tvrdé. Ty nesou označení dráty či polyestery.